# 에드 디너
에드 디너(Ed Diener, 본명: Edward Francis Diener, 1946년 7월 25일  ~ 2021년 8월 27일)는 미국의 심리학자, 교수, 저자이다. 디너는 유타 대학교와 버지니아 대학교의 심리학 교수이자 일리노이 대학교의 Joseph R. Smiley Distinguished Professor Emeritus이다. 또, 갤럽의 시니어 과학자이다. 지난 30년 이상 기질과 인격이 웰빙에 미치는 영향에 대한 작업, 웰빙 이론, 소득과 웰빙, 웰빙의 문화적 영향, 웰빙의 측정 등행복에 관한 연구를 한 것으로 유명하다. 2021년 4월 구글 학술 검색에 나온 바대로 디너의 출판물들은 257,000회 이상 인용되었다.
이 주제에 관한 중요한 연구로 인해 디너는 "행복 박사"(Dr. Happiness)라는 별칭을 얻었다. 그와 함께한 연구자들로는 대니얼 카너먼, 마틴 셀리그먼 등이 있다.

## 배경
디너는 1946년 캘리포니아주 글렌데일에서 태어나 캘리포니아주 샌조아퀸밸리의 농장에서 자랐다.
샌조아퀸메모리얼 고등학교에 다녔고 1968년 캘리포니아 주립 대학교의 심리학 학사로 졸업했다. 1974년 워싱턴 대학교에서 박사학위를 받았고 34년 간 일리노이 대학교의 교직원으로 활동하다가 2008년 교육에서 은퇴했다.
2015년, 교육을 재개하고 버지니아 대학교와 유타 대학교의 심리학 교수를 역임하기 시작했다.
2021년 4월 27일 솔트레이크시티에서 사망했다.

## 행복 연구
행복 박사라는 별칭을 가진 디너는 웰빙 분야의 주도적인 연구자들 중 한 명이다. 주관적 행복(Subjective well-being, SWB)은 순간이나 지난 해와 같은 오랜 기간에 걸쳐 어떻게 사람들이 자신의 삶을 평가하는지를 정의한다. 이러한 평가에는 사람들의 사건, 분위기에 대한 감정적 반응, 그리고 삶의 만족과 성취감, 그리고 결혼이나 노동 등의 분야의 만족의 판단이 포함된다.

## 주요 저서
- 《안녕감: 쾌락심리학의 기초》(Well-Being: The Foundations of Hedonic Psychology) - 1997년
- 《삶의 질 이론과 연구의 발전》(Advances in Quality of Life Theory and Research) - 2000년
- 《모나리자 미소의 법칙》(Happiness: Unlocking the Mysteries of Psychological Wealth) - 2008년 (아들 Robert Biswas-Diener 공저)
- 《공공정책을 위한 안녕감》(Well-Being for Public Policy) - 2009년 (John Helliwell, Richard Lucas, Ulrich Schimmack 공저)
- International Differences in Well-Being - 2010년 (대니얼 카너먼, John Helliwell 공저)

## 같이 보기
- 긍정심리학